# كابراكوتا
كابراكوتاهي بلدية في مقاطعة إزرنية في منطقة مليزة بجنوب إيطاليا، وتقع على بعد حوالي 45 كيلومتر (28 ميل) شمال غرب كمبباسة وحوالي 25 كيلومتر (16 ميل) شمال إزرنية.
إنها ثاني أعلى بلدية بالقرب من وسط إيطاليا حيث يبلغ 1,421 متر (4,662 قدم) فوق مستوى سطح البحر، والمرتبة 41 في إيطاليا.
في 5 مارس 2015، تساقط حوالي 2.56 متر (101 بوصة) من الثلوج في 24 ساعة في القرية، مسجلاً رقمًا قياسيًا عالميًا جديدًا معترف به من قبل موسوعة غينيس للأرقام القياسية.
تقع البلدية على حدود البلديات التالية: أنيون (إيطاليا)، كاستل ديل جوديشي، بيسكوبيناتارو، سان بيترو أفيلانا، سانت أنجيلو ديل بيسكو، وفاستوجيراردي.